# Lutjekolhorn
Lutjekolhorn of Lutje Kolhorn is een buurtschap in de gemeente Hollands Kroon in de provincie Noord-Holland. Het is gelegen aan de Kolhornerdiep. De benaming wordt ook gebruikt voor het gebied precies tegenover de Kolhorn in de Waardpolder, waar een nieuw deel van Kolhorn is ontstaan. Soms wordt het hele gebied langs het Kolhornerdiep en de bewoning tegenover Kolhorn aangeduid als Lutjekolhorn.
Het eigenlijke plaatsje is ontstaan als kleine gemeenschap rond een wachthaventje aan de Zuiderzee, in het Kolhornerdiep na de inpoldering van de Waardpolder. Aan het einde van de 19e eeuw groeide Lutjekolhorn uit tot een echt plaatsje. Lutjekolhorn en het Kolhornerdiep vormden ook een schakel bij de inpoldering van de Zuiderzee, de Wieringermeerpolder in de 20e eeuw. Na de aanleg behoorde het samen met de Pishoek tot deze nieuwe poldergemeente. Lutjekolhorn is ook kort het bestuurscentrum geweest van de gemeente Wieringermeer. Door het onder water zetten van de Wieringermeerpolder door de Duitsers aan het einde van Tweede Wereldoorlog werd er een tijdelijk raadhuis in Lutjekolhorn in gebruik genomen. Dit raadhuis werd in de zomer van 1946 gebouwd en werd de Arke Noach genoemd, een verwijzing naar het feit dat dit bijna het enige plekje was waar men droog bleef.
Het oude raadhuis was verzwolgen door het water en na de drooglegging werd er een gemeentehuis gebouwd in Wieringerwerf. Lutjekolhorn was enige tijd een echt gehucht, het is onder meer terug te vinden als geboorteplaats. In de jaren 1960 is het een buurtschap geworden. In het begin van de jaren 1980 werd voorgesteld de grens van de gemeente Wieringermeer aan te passen aan de lopen van de kanalen. In 1986 werd Lutjekolhorn ingedeeld bij de geplande nieuwe gemeente Niedorp. De gemeenteraad van de gemeente Wieringermeer was daar niet echt blij mee juist omdat het even het bestuurscentrum is geweest van de gemeente Wieringermeer. Maar in 1989 gaat men toch akkoord en zo behoort Lutjekolhorn sinds 1990 bij de gemeente Niedorp en valt het ook onder Kolhorn.
Tot 31 december 2011 behoorde Lutjekolhorn tot de gemeente Niedorp die per 1 januari 2012 in een gemeentelijke herindeling is opgegaan in de nieuwe gemeente Hollands Kroon.
Dorpen en gehuchten: Anna Paulowna · Barsingerhorn · Breezand · Den Oever · Haringhuizen · Hippolytushoef · De Haukes · Kleine Sluis · Kolhorn · Kreil · Kreileroord · Lutjewinkel · Middenmeer · Moerbeek · Nieuwe Niedorp · Nieuwesluis · Oosterklief · Oosterland · Oude Niedorp · Slootdorp · Smerp · Stroe · De Strook · Terdiek · Tolke (deels) · Van Ewijcksluis · Vatrop · 't Veld · Verlaat (deels) · Westerklief · Westerland · Wieringerwaard · Wieringerwerf · Winkel · Zijdewind

Buurtschappen: Blokhuizen · Dam · De Belt · De Bomen · De Elft · Emaus · Gelderse Buurt · De Gest · Groetpolder · Hanedoes · De Heid · De Hoelm · Hogebieren · Hollebalg · De Kampen · Langereis (deels) · De Leijen · Lutjekolhorn · Mientbrug · Noord-Stroe · Noordburen · Noorderbuurt · De Normer · Poolland · Spoorbuurt · Tin · Vennik (deels) · Wateringskant · De Weel (deels) · De Weere · Westeinde  · Zandburen

Noord-Holland: Steden en dorpen    Nederland: Provincies · Gemeenten